# پت رابرتسون

تصویر پت رابرتسون روی جلد مجله تایم

ماریون گوردون «پت» رابرتسون (به انگلیسی: Marion Gordon "Pat" Robertson)؛ (زاده ۲۲ مارس ۱۹۳۰ – درگذشته ۸ ژوئن ۲۰۲۳) یک غول رسانه‌ای آمریکایی، گوینده مذهبی، مفسر سیاسی، نامزد ریاست جمهوری و کاهن باپتیست جنوبی بود. او با جنبش کاریزماتیک در انجیلی پروتستان مرتبط بود و از رهبران با نفوذ ایوانجلیستها در آمریکا به‌شمار می‌رفت. او همچنین صاحب شرکت تلویزیونی مذهبی شبکه سخن پراکنی مسیحیان (Christian Broadcasting Network) بود که در سال ۱۹۶۱ در شهر ویرجینیا تأسیس شد. رابرتسون از ایدئولوژی محافظه‌کارانه مسیحی حمایت می‌کرد و به دلیل مشارکت در سیاست حزب جمهوری‌خواه شهرت داشت. او به عنوان رئیس دانشگاه ریجنت و شبکه پخش مسیحی (CBN) نیز کار کرد.
زندگی حرفه ای رابرتسون بیش از پنج دهه طول کشید و بنیان‌گذار چندین سازمان از جمله CBN، دانشگاه ریجنت، شرکت بین‌المللی امداد و توسعه عملیات برکت، شرکت سرگرمی خانواده بین‌المللی (ABC Family Channel/Freeform)، مرکز آمریکایی قانون و عدالت بود. (ACLJ), Founders Inn و مرکز کنفرانس، و ائتلاف مسیحی. رابرتسون همچنین یک نویسنده پرفروش و مجری سابق باشگاه ۷۰۰ (The 700 Club) بود، یک برنامه تلویزیونی و خبری مسیحی که روزهای هفته در Freeform (خانواده ABC سابق) از استودیوهای CBN و همچنین در کانال‌های سراسر ایالات متحده و متصل به شبکه جهانی و CBN پخش می‌شد و آمیزه‌ای از اخبار مذهبی، تحلیل سیاسی و سرگرمی بود. رابرتسون بازنشستگی خود را در سن ۹۱ سالگی از باشگاه ۷۰۰ در اکتبر ۲۰۲۱، در شصتمین سالگرد اولین پخش تلویزیونی در ۱ اکتبر ۱۹۶۱ اعلام کرد که در نهایت به CBN تبدیل شد.
رابرتسون، پسر سناتور ایالات متحده، ای. ویلیس رابرتسون، یک باپتیست جنوبی بود و سال‌ها به عنوان وزیر منصوب شده با آن فرقه فعال بود، اما دارای یک الهیات جنبش کاریزماتیک بود که به‌طور سنتی در بین باپتیست‌های جنوبی رایج نیست.
او در مبارزات انتخاباتی سال ۱۹۸۸ نامزد جمهوری خواهان شد اما شکست خورد. در نتیجه به دنبال مناصب سیاسی، او دیگر به‌طور رسمی برای هیچ کلیسایی خدمت نکرد.
رابرتسون همواره یک چهره بحث بوده برانگیز است. در حالی که او به یک صدای عمومی شناخته شده و تأثیرگذار برای مسیحیت محافظه کار در ایالات متحده و سراسر جهان تبدیل شد، مخالفت او با علل مختلف مترقی، از جمله حقوق دگرباشان جنسی، فمینیسم، و حق سقط جنین، به‌طور مکرر مورد انتقاد قرار گرفته‌است.

## دیدگاه‌ها

### یازده سپتامبر
رابرتسون بعد از حادثهٔ ۱۱ سپتامبر ۲۰۰۱ اظهار داشت که مسیح، آمریکا را سبب افزایش گناه در جامعه عذاب نموده‌است. او مقصر حمله یازده سپتامبر فرهنگ لیبرالیسم آمریکایی از جمله حقوق هم‌جنس‌گرایان و حق استفاده از سقط جنین قلمداد کرد

### چاوز
او خواستار قتل هوگو چاوز شده بود و گفته بود کشتن چاوز هزینه بسیار کمتری نسبت به اعلان جنگ به ونزوئلا است. با این حال از گفته‌های خود اظهار پشیمانی کرد و به دنبال آن چاوز با اشاره به سخنان رابرتسون گفت این مبلغ مسیحی در واقع نقشه بوش را مطرح کرده‌است.

### فمینیسم
وی به‌شدت مخالف جنبش فمینیسم می‌باشد و آن را باعث افزایش سقط جنین و روی آوردن زنان به جادوگری و خرافات و هم جنس گرایی می‌داند.

### زلزله
رابرتسون در سال ۲۰۱۰ او مدعی شد که زلزله مرگبار هایئتی به دلیل «پیمان مردم این کشور با شیطان» در جریان مبارزه آنها برای استقلال از فرانسه بوده‌است.

### ترامپ
او پس از پیروزی دونالد ترامپ در انتخابات آمریکا گفت هر کس که با او مخالفت کند «علیه برنامه خداوند برای آمریکا شوریده‌است.»